# Pyroteuthis margaritifera
Pyroteuthis margaritifera är en bläckfiskart som först beskrevs av Eduard Rüppell 1844.  Pyroteuthis margaritifera ingår i släktet Pyroteuthis och familjen Pyroteuthidae. Inga underarter finns listade i Catalogue of Life.